# Simon Morgan
Simon Morgan (* 5. září 1966, Birmingham, Spojené království) byl anglický fotbalista, který se nejvíce proslavil v klubech Leicester City a Fulham. Také reprezentoval Anglii v reprezentaci do 21 let.
Morgan začal svou fotbalovou kariéru v juniorském týmu s názvem Johnny. Po angažmá v Leicesteru City přestoupil v roce 1990 do Fulhamu, se kterým v roce 1994 sestoupil až do čtvrté ligy. Ovšem po koupi Mohameda Al Fayeda v létě roku 1997 začal tým stoupat úrovněmi a v roce 2001 postoupil do Premier League. Po odchodu z Fulhamu odehrál ještě jednu sezónu v klubu Brighton & Hove Albion.